# Bird Box (filme)
Bird Box (bra: Caixa de Pássaros, ou Bird Box; prt: Às Cegas) é um filme estadunidense de suspense e terror pós-apocalíptico dirigido por Susanne Bier, com roteiro de Eric Heisserer baseado no livro homônimo de 2014 de Josh Malerman. O enredo gira em torno de Malorie Hayes (Sandra Bullock), enquanto ela tenta proteger duas crianças e a si mesma de entidades sobrenaturais que fazem com que quem olhe para elas cometa suicídio.
Bird Box teve sua estreia mundial no AFI Fest em 12 de novembro de 2018, e começou um lançamento limitado em 14 de dezembro, antes de ser transmitido mundialmente pela Netflix em 21 de dezembro. O filme recebeu críticas mistas dos críticos, mas se tornou o filme mais assistido da Netflix dentro de 28 dias após o lançamento, segundo a própria Netflix.

## Elenco
- Sandra Bullock como Malorie Hayes
- Trevante Rhodes como Tom
- John Malkovich como Douglas
- Sarah Paulson como Jessica Hayes
- Jacki Weaver como Cheryl
- Rosa Salazar como Lucy
- Danielle Macdonald como Olympia
- Lil Rel Howery como Charlie
- Tom Hollander como Gary
- Machine Gun Kelly como Felix
- BD Wong como Greg
- Pruitt Taylor Vince como Rick
- Julian Edwards como "Garoto"/Tom
- Vivien Lyra Blair como "Garota"/Olympia
- Parminder Nagra como Dra. Lapham
- Amy Gumenick como Samantha
- Rebecca Pidgeon como Lydia
- Taylor Handley como Jason
- David Dastmalchian como assaltante assobiando
- Happy Anderson como o homem do rio

## Produção

### Desenvolvimento
Os direitos cinematográficos de Bird Box foram adquiridos pela Universal Pictures em 2013, antes do lançamento do livro. Scott Stuber e Chris Morgan foram escolhidos para produzir o filme, com Andy Muschietti como diretor. O roteirista Eric Heisserer estava em negociações para escrever o roteiro. Em julho de 2017, foi anunciado que a Netflix havia adquirido os direitos do livro depois que Stuber se tornou chefe da divisão de filmes da Netflix e desenvolveria o filme, com Sandra Bullock e John Malkovich estrelando. Susanne Bier foi anunciada como diretora.

### Elenco
Em outubro de 2017, Danielle Macdonald, Trevante Rhodes, Jacki Weaver, Sarah Paulson, Rosa Salazar, Lil Rel Howery e Amy Gumenick juntaram-se ao elenco. Em novembro de 2017, Machine Gun Kelly e David Dastmalchian se juntaram ao elenco.

### Filmagens
A filmagem principal começou na Califórnia em outubro de 2017.

## Lançamento
O filme teve sua estreia mundial no AFI Fest em 12 de novembro de 2018. No entanto, devido ao incêndio de Woolsey Fire que atingiu a Califórnia e por respeito às vítimas do tiroteio de Thousand Oaks, a Netflix cancelou a cobertura do tapete vermelho do AFI para a estreia. O filme foi remarcado para ser lançado em 21 de dezembro de 2018. O filme teve uma temporada limitada no cinema iniciada em 14 de dezembro de 2018, antes de começar a transmitir pela Netflix em 21 de dezembro de 2018.

## Recepção

### Recepção crítica
No site agregador de críticas Rotten Tomatoes, o filme detém uma taxa de aprovação de 64% com base em 170 críticas, com uma classificação média de 5,8/10. O consenso crítico do site diz: "Bird Box nunca atinge seu potencial intrigante, mas uma atuação forte e um humor efetivamente frio oferecem uma compensação intermitentemente assustadora." No Metacritic, o filme tem uma pontuação média ponderada de 51 em 100, com base em 26 críticos, indicando "críticas mistas ou médias".